# Ільбер Ортайли
Ільбер Ортайли (21 травня 1947, Брегенц, Австрія) — турецький історик кримськотатарського походження. Директор Музею Топкапи (2005—2012). Один з найвідоміших істориків у Туреччині через свої виступи на телебаченні та науково-популярні книги.

## Біографія
Народився в таборі біженців в Брегенці (Австрія). Його батьки, кримські татари, втікали від гонінь сталінського режиму. Навчався політології в Університеті Анкари. Продовжив навчання в Університеті Чикаго (магістерську роботу написав під керівництвом професора Халіла Іналджика). У Віденському університеті вивчав славістику та орієнталістику. Здобув докторський ступінь в Університеті Анкари. В 1979 році став доцентом, але 1982 року відмовився від позиції через протест проти академічної політики після державного перевороту 1980 року. Після цього був запрошеним професором у Франції, Великій Британії, Німеччині та Росії. В 1989 році став професором історії в Університеті Анкари.
Професор історії в Галатасарайському університеті в 2002—2004 роках. Професор Білкентського університету від 2004 року. Директор Музею Топкапи (2005—2012).